# Anna Śliwińska (siatkarka)
Anna Śliwińska, z d. Pełszyk (ur. 11 września 1959) – polska siatkarka, mistrzyni i reprezentantka Polski.

## Życiorys
W reprezentacji Polski seniorek debiutowała 18 kwietnia 1979 w towarzyskim spotkaniu z juniorską reprezentacją Kuby. Dwukrotnie wystąpiła na mistrzostwach Europy (1979 – 8 m., 1981 – 5 m.). Zakończyła karierę reprezentacyjną meczem mistrzostw Europy z Węgrami - 27 września 1981. Łącznie w I reprezentacji Polski wystąpiła w 68 spotkaniach.
Była wychowanką Juvenii Białystok, z którą sięgnęła dwukrotnie po mistrzostwo Polski juniorek (1976, 1977). W sezonie 1976/1977 występowała także w drugoligowym AZS Białystok. W latach 1977–1989 występowała w drużynie Czarnych Słupsk, zdobywając z nią czterokrotnie mistrzostwo Polski (1978, 1985, 1986, 1987), czterokrotnie wicemistrzostwo (1979, 1983, 1984, 1988) i dwukrotnie brązowy medal mistrzostw Polski (1980, 1981). W 1989 wyjechała zagranicę i do 2007 była czynną zawodniczką w Belgii w drużynie Tongeren. Występowała także w reprezentacji Belgii, m.in. w eliminacjach mistrzostw Europy w 2003.